# Jean de Saint-Avit
Jean de Saint-Avit, né à Châteaudun et mort en 1442 à Rouen, est un prélat français du XIVe siècle et du XVe siècle.

## Biographie
Jean de Saint-Avit est abbé de Saint-Médard de Soissons, quand il est fait évêque d'Avranches en 1391. Il est un des rares évêques qui prend la défense de Jeanne d'Arc. Il est mis en prison par les Anglais à Rouen et y meurt.

## Source
- L'ancienne église de France. Province ecclésiastique de Rouen, 1866.